# Puščava Lut
Puščava Lut (perzijsko Dasht-e Lut کویر لوت, "Puščava praznine"), je velika slana puščava v jugovzhodnem Kermanu v Iranu in je 25. največja puščava na svetu. Površina peska je imela izmerjeno temperatur tudi 70,7 °C in je eno izmed najbolj sušnih krajev na svetu. 
Puščava Lut je bila leta 2016 uvrščena na seznam Unescove svetovne dediščine.

## Opis
Iran je podnebno del afriško-azijskega puščavskega pasu, ki se razteza od Zelenortskih otokov ob zahodni Afriki, vse do Mongolije in bližine Pekinga na Kitajskem. Neenotna, podolgovata, svetlo obarvana, (vzporedna s pogorjem), je najsevernejša od suhih puščavskih jezer, ki se razteza proti jugu 300 km daleč. V skoraj tropski puščavi, višje ležeča območja zajamejo največ padavin. Rezultat je puščava, ki je v veliki meri abiotsko območje.
Iransko geografijo sestavljajo planote med pogorji, rečne doline in puščave. Dasht-e Lut je eden izmed največjih puščavskih bazenov. Je 480 km dolga in 320 km široka in velja za enega najbolj suhih krajev na Zemlji. Območje puščave ima približno površino 51.800 kvadratnih kilometrov. Druga velika kotlina je Dasht-e Kavĩr. V spomladanski vlažni sezoni, voda kratek čas teče z gora Kerman, se kmalu posuši in ostane le kamenje, pesek in sol.
Vzhodni del Dasht-e Lut je nizka planota pokrita s slanimi ploščami. V nasprotju s tem pa je osrednji del izklesal veter v niz vzporednih grebenov in brazd, ki se raztezajo več kot 150 km daleč in dosežejo višino 75 metrov. To področje je posejano tudi z grapami in vrtačami. Jugovzhodno so velika prostranstva peska, podobno saharskemu, s sipinami visokimi do 300 m.

## Najbolj vroče površje na Zemlji
Meritve MODIS (Moderate-Resolution Imaging spektroradiometer) nameščeni na Nasinem satelitu "Aqua" so v letih 2003 - 2005 izmerile, da se najbolj vroče površje na Zemlji nahaja v Dasht-e Lut in površinske temperature dosežejo 70,7 °C , čeprav je temperatura zraka hladnejša. Natančnost merjenja je 0,5 K do 1 K. 
Najbolj vroč del Dasht-e Lut je Gandom Beryan, velika planota pokrita s temno lavo, približno 480 kvadratnih kilometrov veliko področje.  Po lokalni legendi, ime (v prevodu iz perzijščine "opečena pšenica") izvira iz nesreče, v kateri je bila pšenica, ki je ostala v puščavi, požgana v nekaj dneh.  

## Zanimivo branje
- Sykes, Percy. A History of Persia. Macmillan and Company: London (1921). pp. 60-62.